# Wirtschaft vor acht

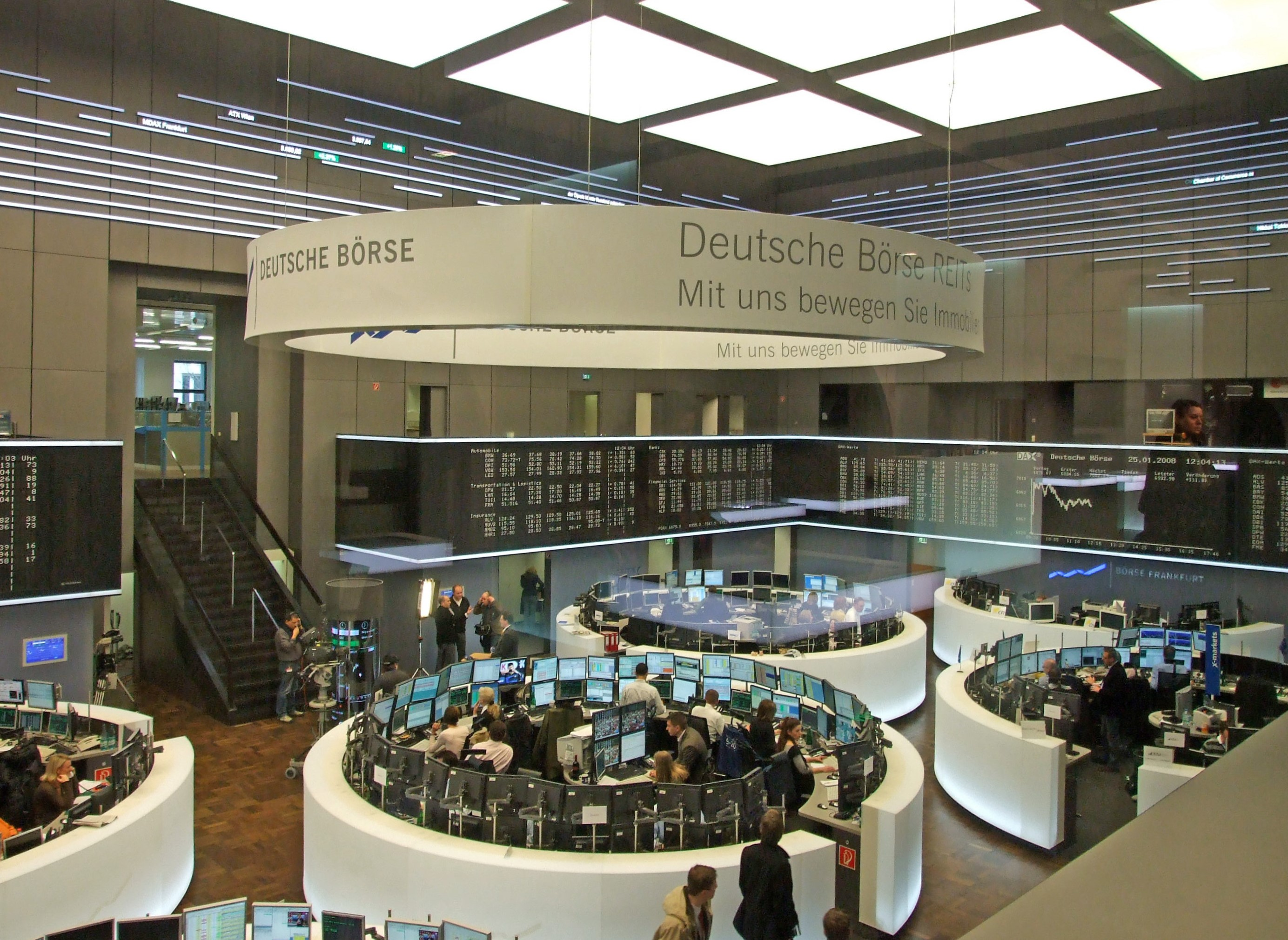
Aufzeichnung einer ARD-Börsensendung an der Frankfurter Wertpapierbörse (unten an der Treppe)

Wirtschaft vor acht (bis März 2022 Börse vor acht, bis 2012 Börse im Ersten) ist eine deutsche Fernsehsendung der ARD mit Schwerpunkt auf der Berichterstattung von der Frankfurter Wertpapierbörse. 

## Ausstrahlung und Hintergründe
Die Sendung wird börsentäglich um 19:55 Uhr im Ersten ausgestrahlt. Daneben gibt es Berichterstattungen durch das Team der Börsennachrichten auch im ARD-Morgenmagazin, dem ARD-Mittagsmagazin, der Tagesschau und den Tagesthemen, weiteren Sendungen für den Kanal Phoenix und für tagesschau24. 
Die Sendung ist zwischen drei und sieben Minuten lang. Von technischer Seite (Bildmischung, Kamera und Ton) sind an der Produktion der Sendung in der Regel drei bis vier Personen beteiligt. 

## Moderatoren
- Markus Gürne (Hauptmoderator)
- Anja Kohl (Hauptmoderatorin)
- Stefan Wolff (Hauptvertretung)
- Klaus-Rainer Jackisch (Vertretung)
- Anne-Catherine Beck (Vertretung)
- Melanie Böff (Vertretung)
- Samir Ibrahim (Vertretung)